# Scopula cavana
Scopula cavana är en fjärilsart som beskrevs av Druce 1892. Scopula cavana ingår i släktet Scopula och familjen mätare. Inga underarter finns listade.